# خوسيه مينا
خوسيه مينا (بالإسبانية: José Mena)‏ هو لاعب كرة قدم كوستاريكي في مركز الدفاع، ولد في 2 فبراير 1989 في سان خوسيه في الولايات المتحدة. شارك مع منتخب كوستاريكا لكرة القدم. أما مع النوادي، فقد لعب مع ديبورتيفو سابريسا.

## وصلات خارجية
- خوسيه مينا على موقع الاتحاد الدولي (مؤرشف)  (الإنجليزية)
- خوسيه مينا على موقع قاعدة بيانات كرة القدم.إي يو (الإنجليزية)
- خوسيه مينا على موقع ناشيونال فوتبول تيمز (الإنجليزية)
- خوسيه مينا على موقع Soccerway.com (الإنجليزية)
- خوسيه مينا على موقع عالم كرة القدم.نت (الإنجليزية)